# Шкаф дайн

Кришьянис Барон у шкафа дайн

Шкаф дайн, также песенный шкаф (латыш. Dainu skapis) — шкаф с картотекой латышских народных песен — дайн, собранной латвийским фольклористом Кришьянисом Бароном. Его высота — 160 см, ширина — 66 см, глубина — 42 см. Изготовлен в 1880 году в Москве по собственным чертежам Барона, когда коллекцию стало сложно хранить в коробке от папиросной бумаги.
Шкаф состоит из двух частей. В обеих находится по 35 ящиков, в каждом из которых по 20 отделений, каждое содержит по 150—200 листков бумаги размерами 3×11 см. В нижней части шкафа находятся три больших ящика с архивными материалами (письма, указатель имен). Всего в шкафу хранится 268 815 листков, на которых в 4-8 строк записаны дайны, а также другие тексты, -- например, загадки, поговорки.
После смерти К. Барона шкаф хранился в Риге у его родственников, в 1941 году его переместили в хранилище латвийского фольклора, в 1946 году — в Институт литературы, фольклора и искусства созданной тогда же Академии наук Латвийской ССР, в 1998 году — в Институт литературы, фольклора и искусства Латвийского университета, в 2014 году — в новое здание Латвийской Национальной библиотеки.
Существует две копии песенного шкафа: одна находится в музее Барона в Риге (Латвия), а другая — в музее Барона в селе Мухоудеровка Белгородской области (Россия), в бывшей усадьбе помещика Ивана Станкевича, в семье которого Барон работал учителем и где начал систематизацию латышских народных песен из полученных им и записанных самостоятельно коллекций.
В 1997 году начата оцифровка дайн из картотеки, с 2002 года они в полном объеме доступны в интернете на официальном сайте.
В 2001 году Шкаф дайн признан культурной ценностью мирового значения и включен в регистр программы ЮНЕСКО «Память мира».